# Piotr Długosielski
Piotr Długosielski (Varsovia, Polonia, 4 de abril de 1977) es un atleta polaco, especialista en la prueba de 4x400 m, en la que llegó a ser medallista de bronce mundial en 2001.

## Carrera deportiva
En el Mundial de Edmonton 2001 ganó la medalla de bronce en los relevos 4x400 metros, con un tiempo de 2:59.71 segundos, tras Bahamas y Jamaica, siendo sus compañeros de equipo: Piotr Haczek, Rafał Wieruszewski y Piotr Rysiukiewicz.